# Malen
Malen är en del av Båstad i Båstads kommun, belägen i Båstads östra del i Båstads socken.
Namnet kommer av ordet mal, grovt strandgrus eller runda stenar som finns rikligt längs stranden mellan Pilabäcken, eller Iglasjöbäcken som rinner ut vid Brunnsparken och Roxmansvägens förlängning. Malen sträcker sig ytterligare ett hundratal meter i östlig och västlig riktning längs med kusten, närmare bestämt mellan gränsstenen röeskall i öster och Hyllebäcken i väster. Inom denna sträckning finns även fiskebodarna eller "ruffarna" vid "Österrike" i höjd med Sjövägen och Nybovägen. Ingen hamn finns inom området utan båtarna ligger förtöjda på svaj i det långgrunda vattnet öster om Båstads hamn.

## Administrativ historik
Malen låg i Båstads socken och från kommunreformen 1862 i Båstads landskommun. I landskommunen inrättades 8 maj 1931 för orten Malens municipalsamhälle. Denna uppgick 1937 med landskommunen och Båstads köpings municipalsamhälle i köpingskommunen Båstads köping som 1971 uppgick i Båstads kommun.